# ヴワディスワフ・レイモント
ヴワディスワフ・スタニスワフ・レイモント（Władysław Stanisław Reymont、1867年5月7日 - 1925年12月5日）はポーランドの小説家。1924年度ノーベル文学賞受賞。

## 人物

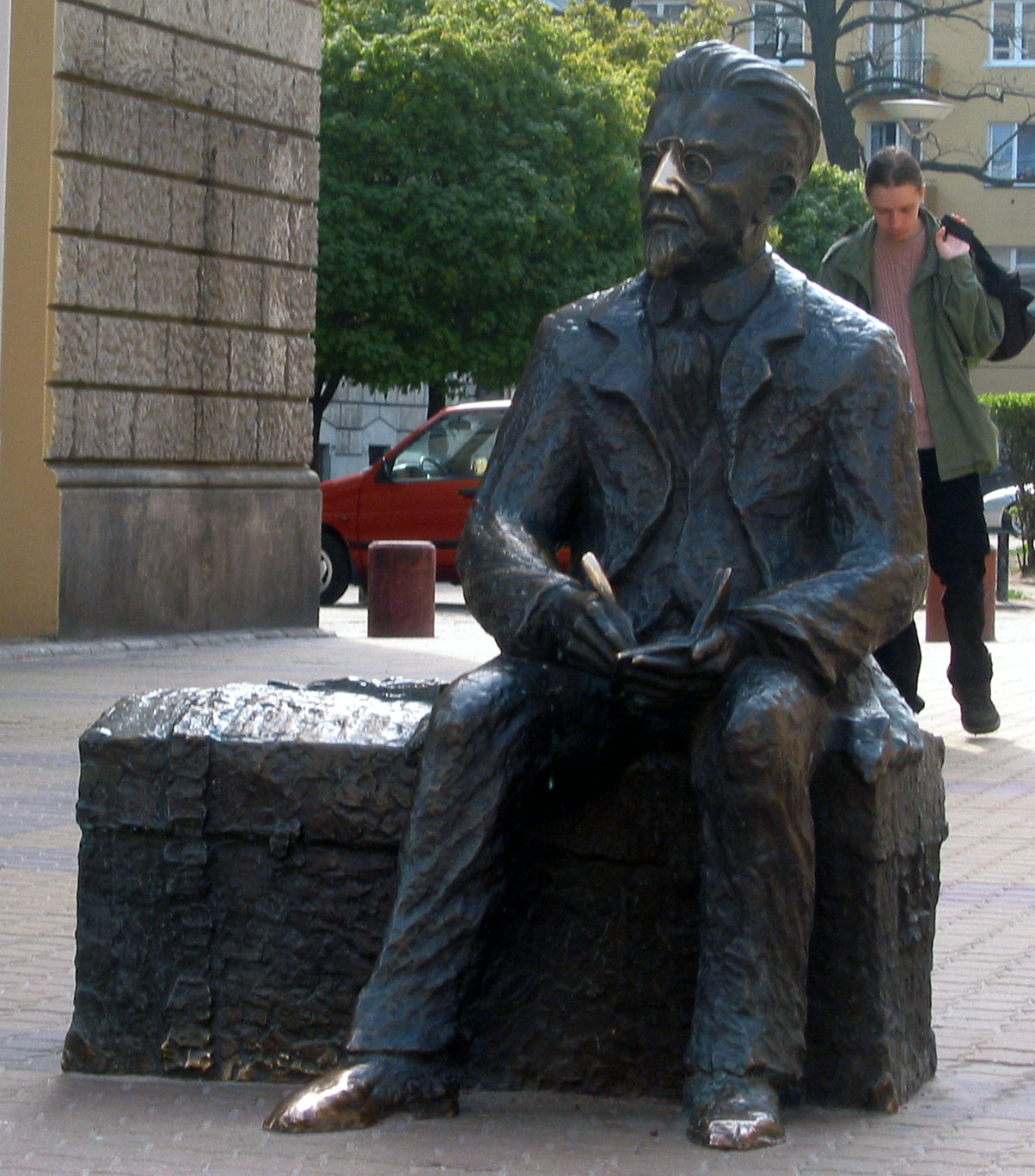
ウッチのレイモント像

ポーランドのコビェレ・ヴィェルキェ (en) の農村でオルガン弾きの息子として生まれた。幼少より演劇に熱中し、定職につくことなくポーランド中を放浪した。1895年に発表したルポタージュ『ヤスナ・グラへの巡礼』で自身の持つ文学的才能を評価され、小説家としての地位を確立する。
四季折々のポーランド農民の生活をつぶさに描いた作品『農民』で国内だけでなく国際的な評価も得て、1924年、ノーベル文学賞を受賞した。
現在、ポーランドのウッチには、彼にちなんだ「ウッチ・ヴワディスワフ・レイモント空港」という名の空港がある。

## 主な作品
- 『出会い』（1879年）
- 『ヤスナ・グラへの巡礼』 (pl) （1895年）
- 『喜劇女優』 (pl) （1896年）
- 『酵母』（1897年）
- 『約束の地』 (en) （1899年）
- 『農民』 (en) （1902年-1909年）
  - 加藤朝鳥 [訳]『農民 第1-4』春秋社。（1925年-1926年）

  1. ―――― [訳]『第1 秋』春秋社〈農民〉、1925年。[1][2][3]
  2. ―――― [訳]『第2 冬』春秋社〈農民〉、1925年。[4][5]
  3. ―――― [訳]『第3 春』春秋社〈農民〉。[5][6]
  4. ―――― [訳]『第4 夏』春秋社〈農民〉、1926年。[5][7]

  - 「農人 ラジラス・レイモント」『世界田園文学 : 名作選集』298号、387頁。[8]
  - 男沢 淳「レイモント「農民」――世界の農民文学作品 -2-」『農民文学』4 (通号)、農民文化協会、1951年12月、50-51頁。[9]
  - 柏木智二「レイモント『農民』」

  1. ――――「海外の文学 レイモント『農民』(上) 圧政下のポーランド農民の総体を活写」『農民文学』第186号、日本農民文学会、国分寺、1983年7月、74-81頁。[10]
  2. ――――「海外の文学 レイモント『農民』(中)」『農民文学』第187号、日本農民文学会、国分寺、1983年11月、106-112頁。[11]
  3. ――――「海外の文学 レイモント『農民』(下)」『農民文学』第188号、日本農民文学会、国分寺、1984年1月、85-98頁。[12]

- 歴史三部作（1913年 - 1918年）
  - 『ポーランド士族共和国の最後の議会』[13]
  - 『ニル・デスペランドゥム』[14]
  - 『蜂起』[14]
- 上田行夫 [訳]『阿片窟にて』紅玉堂書店〈大衆文庫 (文芸 1)〉、1930年。[14]
- 「最後のひとり, 奈落の底, 秋の夜, 阿片窟」『第11 祖国に告ぐ 悲しみの家』今日の問題社〈ノーベル賞文学叢書〉、1941年。[14]
  - 「最後のひとり, 奈落の底, 秋の夜, 阿片窟」『ノーベル賞文学叢書』11号（復刻版）、東京 : 本の友社、2005年12月。 - 初版は今日の問題社刊（1941年）。[15]
- 日本児童文芸家協会 [編]、帆足次郎 [絵]「強情な子　レイモント（ポーランド）一九二四年」『美しいたましいの歌』東西文明社〈少年少女のための世界ノーベル賞文庫 ; 1(文学賞編 上)〉、1956年、197頁。[16]
- 丸山義二「読書案内 戦歿農民兵士の手紙とレイモントの農民」『農業世界』第56巻第10号、博友社、19611-1、230頁。[17]
- 「レイモント」『クヌート・ハムスン.アナトール・フランス.ヴワディスワフ=スタンスワフ・レイモント』主婦の友社〈ノーベル賞文学全集 (4)〉、1971年。[18]
- 金子佳代 [訳]、関口時正 [訳]「春・二題」『ポーランド文学の贈りもの』恒文社、1990年1月。
- ヴワデァスワフ・レイモント [原作]; アンジェイ・ワイダ [監督・脚本]; ダニエル・オルブルィフスキ [ほか出演]『約束の土地 [Ziemia obiecana]』紀伊國屋書店、2011年9月。